# Михалин, Егор Андреевич
Его́р Андре́евич Михали́н (1887—1949) — географ, педагог и краевед.

## Биография
Родился в семье крестьян села Андреевки Коломенского уезда Московской губернии.
В 1928 году, закончил Коломенский педагогический техникум. Работал учителем истории и географии в школах Коломны, Коломенского и Воскресенского района.

## Научная деятельность
- «Влияние саамских топонимов на формирование обценной идиоматики поморского населения Кольского края»
- «Крестьяне Коломеского уезда в пореформенное время» (1933)
- «Великая Октябрьская Социалистическая революция и крестьяне Коломенского уезда» (1935)
- «Очерки из истории села Андреевки» (1939)